# Anna-Maria Ekstrand
Anna-Maria Ekstrand, född 1966, är en svensk konstnär verksam i Göteborg.
Anna-Maria Ekstrand har sedan mitten av 1990-talet deltagit i utställningar med installationer, performances och en sorts vägghängda tablåer. Hennes verk är fulla av uppstoppade djur, rosa fluff, plastfigurer, blinkande lampor och krimskrams som tillsammans skapar historier som kretsar kring liv, död, våld, sexualtitet, genustillhörighet och utsatthet och som ofta blandas upp med en svart humor. 
Hon fick Sten A Olssons kulturstipendium 2005.